# Grote Prijs Bruno Beghelli
Grote Prijs Bruno Beghelli was een Italiaanse wielerwedstrijd die sinds 1997 tot en met 2019 jaarlijks werd georganiseerd als opvolger van Milaan-Vignola. De Gran Premio Bruno Beghelli kende als aankomstplaats Monteveglio, waar meerdere plaatselijke rondes werden verreden met de Zappolino (310m) als belangrijkste obstakel. De wedstrijd vond elk jaar in oktober plaats, een dag na én in dezelfde regio als de Ronde van Emilia.

## Lijst van winnaars

### Meervoudige winnaars
| Overwinningen | Renner          | Land   | Jaren      |
| ------------- | --------------- | ------ | ---------- |
| 2             | Stefano Zanini  | Italië | 1997, 1998 |
| 2             | Sonny Colbrelli | Italië | 2015, 2019 |

### Overwinningen per land
| Overwinningen | Land                                              |
| ------------- | ------------------------------------------------- |
| 14            | Italië                                            |
| 2             | Nederland, Spanje                                 |
| 1             | België, Brazilië, Colombia, Denemarken, Duitsland |

## Vrouwen
Vanaf 2016 tot en met 2019 werd er ook een wedstrijd voor vrouwen verreden. De Nederlandse Marianne Vos en Lorena Wiebes behaalden beide de tweede plaats. De Italiaanse Marta Bastianelli wist twee van de vier edities te winnen. De wedstrijd zou in 2021 toetreden tot de UCI Women's ProSeries, maar werd in dat jaar, net als in 2020, geannuleerd vanwege de coronapandemie. Ook in de jaren erna werd de koers niet meer verreden.
| Jaar | Goud              | Zilver            | Brons               |
| ---- | ----------------- | ----------------- | ------------------- |
| 2016 | Chloe Hosking     | Marianne Vos      | Barbara Guarischi   |
| 2017 | Marta Bastianelli | Elisa Balsamo     | Letizia Paternoster |
| 2018 | Elisa Balsamo     | Marta Bastianelli | Lorena Wiebes       |
| 2019 | Marta Bastianelli | Lorena Wiebes     | Chiara Consonni     |

### Meervoudige winnaars
| Overwinningen | Renner            | Land   | Jaren      |
| ------------- | ----------------- | ------ | ---------- |
| 2             | Marta Bastianelli | Italië | 2017, 2019 |

### Overwinningen per land
| Overwinningen | Land      |
| ------------- | --------- |
| 3             | Italië    |
| 1             | Australië |